# Christian Gachet
 (avril 2019).
Christian Gachet, né le 22 janvier 1959 à Strasbourg, est un médecin et chercheur français en hématologie. 
Il a dirigé l’unité de recherche « Biologie et pharmacologie des plaquettes sanguines : hémostase, thrombose, transfusion » (UMR S1255-BPPS) de l'Institut national de la santé et de la recherche médicale (INSERM) de 2002 à 2021. Il a également été le directeur de l'Établissement français du sang Grand Est jusqu'au 31 décembre 2021.

## Famille
Il est le fils de Gérard Gachet (1935-1985), artiste-dessinateur d’inspiration réaliste fantastique et le père de Victor Gachet (1988-), musicien de jazz, auteur-compositeur.

## Biographie
Médecin diplômé de la Faculté de médecine de Strasbourg en 1985, et d’un doctorat d’université en pharmacologie de l'université Louis Pasteur de Strasbourg en 1991, Christian Gachet rejoint l'Institut national de la santé et de la recherche médicale (INSERM) en 1995 comme Chargé de Recherche (1995-98), puis comme Directeur de Recherche (1998-12), et enfin comme Directeur de d’Unité (depuis 2002).
À la suite de la création de l'Établissement français du sang (EFS) au 1er janvier 2000, le Dr Gachet est nommé Directeur Médical & Scientifique de l’EFS Alsace en 2003. Il prend la Direction de l’EFS Alsace en 2014 puis en 2016 la Direction de l’EFS Grand Est à la suite de la fusion des établissements de Lorraine Champagne, d’Alsace et des départements de la Marne et des Ardennes. Il quitte ses fonctions de Direction de l’Unité de recherche et de celle de l’établissement de transfusion au 31 décembre 2021.
En 2023, il publie un récit autobiographique, Vie privée, où il narre l'inceste subi avec sa mère de seize à vingt ans.

## Apport scientifique
Le Docteur Gachet a publié près de 300 articles scientifiques dans le domaine de l'hémostase et de la thrombose, en particulier concernant la biologie et la pharmacologie des plaquettes sanguines. Il a contribué significativement à la compréhension des mécanismes d'activation des plaquettes par l'adénosine diphosphate et leur inhibition par des médicaments antiplaquettaires. Il a développé des modèles de thrombose chez l'animal et étudié des maladies hémorragiques et thrombotiques et travaille actuellement à la production de plaquettes de culture. 
Parmi les nombreuses collaborations qu’il a pu nouer avec des collègues en France et à l’étranger, on peut citer le travail réalisé avec la Dr Martine Jandrot-Perrus concernant la glycoprotéine GPVI des plaquettes sanguines comme cible pour des médicaments anti thrombotique à moindre risque hémorragique.

## Prix et distinctions
- Prix Jean-Paul Binet décerné par la Fondation pour la recherche médicale (FRM) (2004)
- Biennal Award for Contributions to Hemostasis pour l'ISTH à Amsterdam (Pays-Bas) (2013)
- En 2018, il est élu à l’Académie Nationale de Médecine en qualité de membre correspondant.